# Tractatus pacis toti Christianitati fiendae
El Tractatus pacis toti Christianitati fiendae, o Tratado sobre el establecimiento de la paz en toda la cristiandad, fue el fallido proyecto de paz universal iniciado por el rey Jorge de Bohemia en el siglo XV. Para su realización, se llevaron a cabo serias negociaciones diplomáticas entre los estados europeos en los años 1462-1464. El proyecto abandonó la idea medieval de un imperio universal encabezado por el emperador Federico III y el Papa por el concepto, hasta ese momento desconocido, de una unión permanente de estados europeos independientes e iguales.
El plan del rey Jorge de Poděbrady se propuso en forma de acuerdo multilateral; esto difería de los instrumentos internacionales convencionales de la Edad Media, que en general siguieron siendo bilaterales. El proyecto al determinar los términos contractuales de este acuerdo habría unido a las partes en cuestión con derechos y responsabilidades similares para el logro de objetivos comunes. Todo esto da razón para afirmar que el Tratado sobre el Establecimiento de la Paz en toda la cristiandad fue el primer tratado multilateral que se acercó más en diseño a los modernos.
Se ve como una de las visiones históricas de la unidad europea que renuncia a la Unión Europea, como la de Anthony D. Smith, un destacado estudioso del nacionalismo.